# Anna Coleman Ladd
Anna Coleman Ladd   (Filadèlfia, 15 de juliol de 1878 - Santa Barbara, 3 de juny de 1939) va ser una escultora estatunidenca que es va dedicar durant la Primera Guerra Mundial a dissenyar pròtesis per als soldats que havien quedat desfigurats per les ferides rebudes en combat.

## Biografia
Anna Coleman Watts es va educar a Europa, on va estudiar escultura a París i Roma. Es va casar amb el doctor Maynard Ladd a la ciutat de Salisbury (Anglaterra) i després es va traslladar a Boston. Va estudiar amb l'escultor Bela Pratt (1867-1917) durant tres anys a la Boston Museum School.

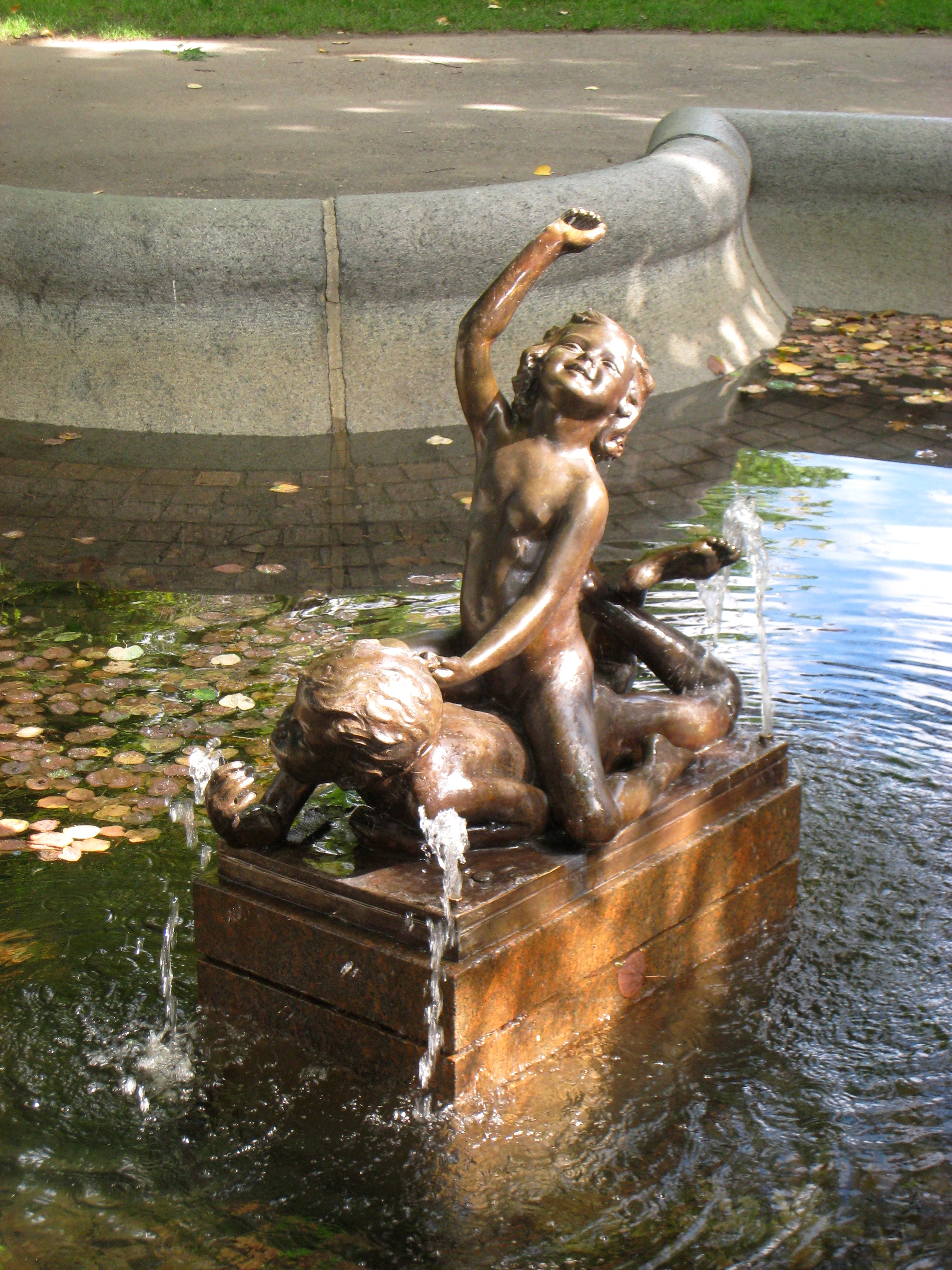
Triton Babies

L'obra Triton Babies es va exhibir a la Panama–Pacific International Exposition de 1915 a San Francisco (ara és una escultura del Jardí Públic de Boston). El 1914 va ser membre fundadora del Gremi d'Artistes de Boston i va exposar tant a la mostra inaugural com a l'exposició itinerant que la va seguir.
Ladd es va desafiar a si mateixa en molts fronts artístics i va escriure dos llibres, The Joyous History of Hieronymus the Anonymous (1905), basat en un romanç medieval en el qual va treballar durant anys, i The Candid Adventurer (1913). També va escriure dues obres de teatre sense estrenar, una de les quals conté la història d'una escultora que va a la guerra.
Es va dedicar al retrat i la seva obra gaudia de reconeixement. El seu retrat d'Eleanora Duse va ser un dels tres únics que l'actriu va permetre. A finals de 1917, el seu marit, el doctor Maynard Ladd, va ser nomenat director de l'Oficina Infantil de la Creu Roja Americana a Toul. Anna, en la seva recerca de maneres d'implicar-se en la guerra, va conèixer el treball de Francis Derwent Wood a Londres. Va desenvolupar màscares realistes per ajudar els soldats amb deformitats facials i va sol·licitar permís per anar a França a treballar, però va haver de rebre un permís especial del general John J. Pershing per a fer-ho, ja que estava prohibit als matrimonis servir a les zones de guerra alhora. Finalment, va rebre l'autorització i va treballar amb la Creu Roja Americana a París. Ladd va fundar dins de la Creu Roja Americana l'Studio for Portrait-Masks per a proporcionar màscares cosmètiques per a homes que havien quedat desfigurats durant la Primera Guerra Mundial. Els seus serveis li van valer la Legió d'Honor Croix de Chevalier i l'Ordre Sèrbia de Saint Sava.

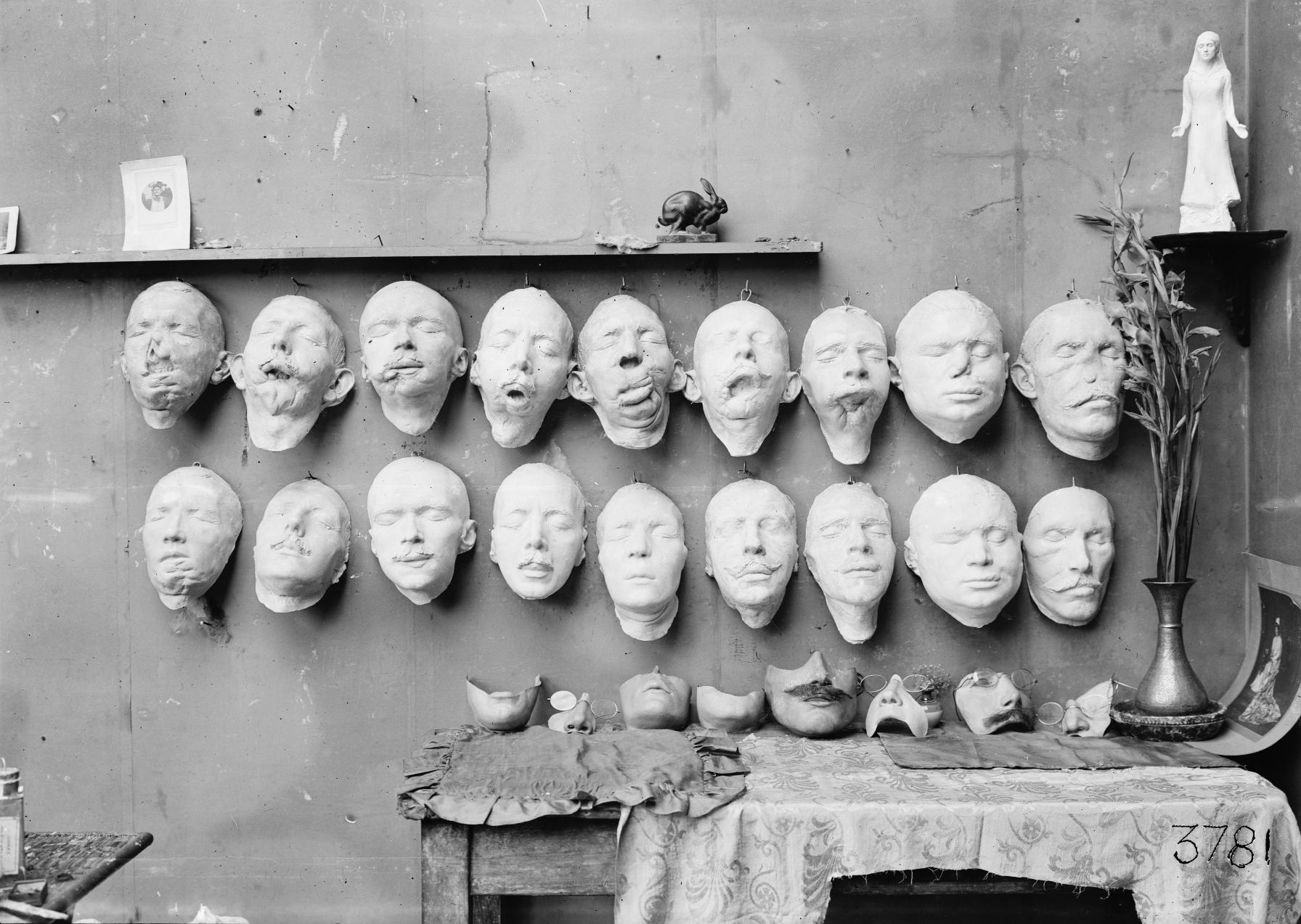

Els soldats anaven a l'estudi de Ladd per a fer-se un motlle amb la cara i els seus trets esculpits sobre argila o plastilina. Aquesta forma s'utilitzava després per a construir la peça protèsica amb coure galvanitzat extremadament prim. El metall es va pintava amb esmalt dur per a imitar al to de pell del destinatari. Ladd va utilitzar cabells reals per a crear les pestanyes, les celles i els bigotis. La pròtesi s'enganxava a la cara mitjançant cordes. El treball de Ladd s'anomena ara anaplastologia: l'art, l'artesania i la ciència de restaurar l'anatomia absent o malformada mitjançant mitjans artificials.
Després de la Primera Guerra Mundial, va representar un cadàver en descomposició en una tanca de filferro de pues per a un memorial de guerra encarregat per la Legió Americana a Manchester-by-the-Sea. El 1936, Ladd es va retirar amb el seu marit a Califòrnia, on va morir el 1939. Li van sobreviure les seves filles, Gabriella May Ladd, que va ser la segona esposa del besavi patern de Kyra Sedgwick i Vernon Abbott Ladd, que va morir el 1970.